# 青山真由子

## プロフィール
- 大阪府出身。
- 同志社女子大学学芸学部情報メディア学科卒。
- ミス同志社女子大学2007。
- ミスキャンパスKANSAI2007準グランプリ。
- Miss of Miss Campus Queen Contest 2007京都きもの友禅賞受賞